# Касај
Касај (Kasai или Ibari, Nkutu, Kassai, Cassai, Kwa) је ријека у средишњој Африци, лијева притока Конга. Касај извире у источном дијелу висоравни Бије у Анголи и тече на исток до границе са Демократском Републиком Конго гдје својим током прави прави угао и тече на сјевер. У дужини од око 400 km гради границу ове двије земље. У овом дијелу Касајја је ријечно корито понекад широко и до 10 km и богато острвима.

## Истраживање
Хенри Мортон Стенли је стигао до ушћа 9. марта 1877. године, називајући реку Нкуту, „моћном и дубоком реком“, али препознајући да потиче из Кванга Дејвида Ливингстона.‍:Vol.Two,252

## Притоке
Главне притоке Касаја узводно од ушћа у Конго:
- Фими (Фими-Лукени дужине 1100 km, величина слива 132 000 km2, средњи годишњи проток ~ 2000 m3/s)
- Квилу/Кванго (1800 km, 263 500 km2, 3299 m3/s)[7][8][9][10]
- Лонге[11]
- Санкуру (1200 km, 156 000 km2, 2500 m3/s))[12]
- Лулуа

## Економски значај
Притоке реке Касај су чисте од препрека као што су катаракте и речни коров, што их чини веома пловним. Оне олакшавају транспортни сектор и чине важну трговачку артерију. Улога реке у транспорту и трговини била је истакнутија током претколонијалног периода када је трговина робљем била легална. Трговци робљем користили су једну од њених главних притока, реку Кванго, да плове екваторијалном кишном шумом, хватају робове и пронађу пут назад до Атлантског океана где су пристали својим бродовима.
Веома је контроверзно да су нека од локалних краљевстава која су била дуж реке Касај подржавала трговину робљем. Краљевство Рунд, на пример, је спремно давало робове за најозлоглашеније трговце робљем попут Џона Метјуза, познатог британског продавца робља. Ове активности, иако су се дешавале између 18. и 19. века, оставиле су трајан утицај у регионима где су биле најистакнутије, као што су између река Кванго и Квилу. Становништво се никада није у потпуности опоравило, са густином насељености нижом од оне у подручјима која нису искусила трговину робљем. Највероватнији окидач за британско и португалско велико интересовање за реку Касај било је присуство алувијалних дијаманата који леже у богатим лежиштима, посебно на ушћу реке. Више наслага лежи дуж корита главне притоке, реке Кванго. Заправо, уобичајено је чути фразу „дијамантско срце североисточне Анголе“ која се користи у односу на долину реке Кванго. То је зато што су дијамантски алувијални слојеви пронађени у овом региону најбогатији у Анголи.